# 擬頜齒魮
擬頜齒魮（学名：Clypeobarbus pseudognathodon）為輻鰭魚綱鯉形目鯉科的一個種，分布於非洲Moero湖與羅伯河流域，體長可達5.5公分，棲息在中底層水域，可做為食用魚。